# Solar Maximum Mission
Der NASA-Satellit Solar Maximum Mission (SMM), auch SolarMax genannt, diente der Beobachtung der Sonne, insbesondere von Sonneneruptionen. Er wurde von der Firma Fairchild hergestellt und am 14. Februar 1980 von einer Delta-Rakete gestartet. Die Solar-Maximum-Mission endete am 2. Dezember 1989, als der Satellit in die Erdatmosphäre eintrat und verglühte.

## Instrumente
Der Satellit war mit folgenden Instrumenten ausgestattet:
- Messgerät für die Bestrahlungsstärke: (Active Cavity Radiometer Irradiance Monitor, ACRIM)
- Spektrometer für Gammastrahlung (Gamma-Ray Spectrometer, GRS)
- Spektrometer für harte Röntgenstrahlung (Hard X-Ray Burst Spectrometer, HXRBS)
- Polychromator für weiche Röntgenstrahlung (Soft X-Ray Polychromator, XRP)
- Spektrometer für harte Röntgenstrahlung (Hard X-ray Imaging Spectrometer, HXIS)
- Spektrometer und Polarimeter für Ultraviolettstrahlung (Ultraviolet Spectrometer and Polarimeter, UVSP)
- Koronograf

## Reparatur im All

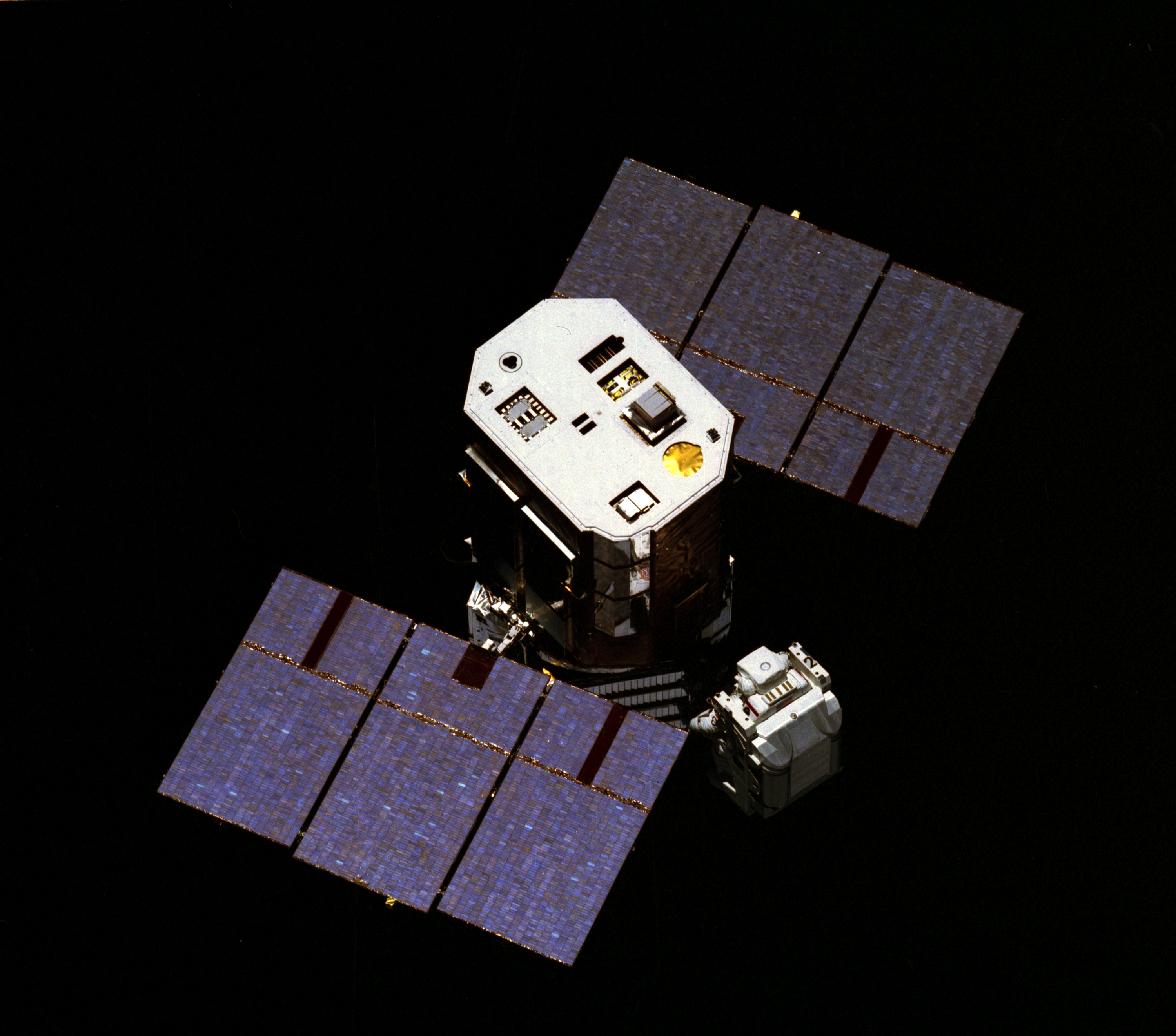
SMM wurde während der Space-Shuttle-Mission STS-41-C eingefangen

Im Januar 1981 brannten drei Sicherungen in der Lageregelungseinheit des Satelliten durch. Dadurch war es nicht mehr möglich, SMM genau auf die Sonne auszurichten. Am 6. April 1984 flog die Raumfähre Challenger SolarMax während ihrer Mission STS-41-C an. Dabei wurde der Satellit in die Nutzlastbucht des Space Shuttles gehievt, um Wartungs- und Reparaturarbeiten (eng.: On-Orbit Servicing) durchführen zu können. Dadurch wurde die Lebenszeit des SMM-Satelliten um mehrere Jahre verlängert. Die Mission wurde 1985 im IMAX-Film The Dream Is Alive porträtiert.
Solar Max war der erste Satellit, der im Weltraum eingefangen, repariert und wieder ausgesetzt wurde.

## Ergebnisse
Bemerkenswerterweise zeigte das ACRIM-Instrumentenset (Active Cavity Radiometer Irradiance Monitor) des SMM, dass entgegen den Erwartungen, die Sonne während des Maximums des Sonnenfleckenzyklus (Zeitpunkt mit den meisten Sonnenflecken) heller ist. Das kommt daher, dass die Sonnenflecken von sogenannten Faculae hell umrahmt sind, die den Verdunklungseffekt der Sonnenflecken mehr als ausgleichen.
Zwischen 1987 und 1989 wurden mit dem Koronographen zehn sonnenstreifende Kometen entdeckt.